# Silver Jews
Silver Jews — американская рок-группа, образованная в 1989 году в Нью-Йорке Дэвидом Берманом (единственным постоянным участником коллектива), который позднее создаст Purple Mountains, а также Стивеном Малкмусом и Бобом Настановичем, участниками Pavement, и исполняющая (согласно Allmusic) «чудесную смесь инди-/кантри- и lo-fi-рока».
Группа выпустила шесть студийных альбомов, последний из которых, Lookout Mountain, Lookout Sea, вышел в 2008 году на Drag City Records. Берман, кроме того, известен как поэт: его сборник «Actual Air» (1999) получил высокие оценки литературных критиков (в частности, в журналах New Yorker и GQ). Своё единственное турне (по США и Британии) группа провела в 2006 году.

## Дискография

### Альбомы
- Starlite Walker (1994) LP/Cass/CD/MP3/FLAC
- The Natural Bridge (1996) LP/CD/MP3/FLAC
- American Water (1998) CD/LP/MP3/FLAC/Cass
- Bright Flight (2001) CD/LP/MP3/FLAC
- Tanglewood Numbers (2005) LP/CD/MP3/FLAC
- Lookout Mountain, Lookout Sea (2008) LP/CD/MP3/FLAC

### EPs
- The Arizona Record (1993) CD/12-inch
- Tennessee (2001) CD/12-inch

### Синглы
- Dime Map Of The Reef (1990) 7"
- Silver Jews And Nico (1993) split 7" with New Radiant Storm King
- Send in the Clouds (1998) CD/7"
- Hot as Hell (1999) CD/7"

## Фильмография
- Silver Jew (2007)